# Kattilakoski

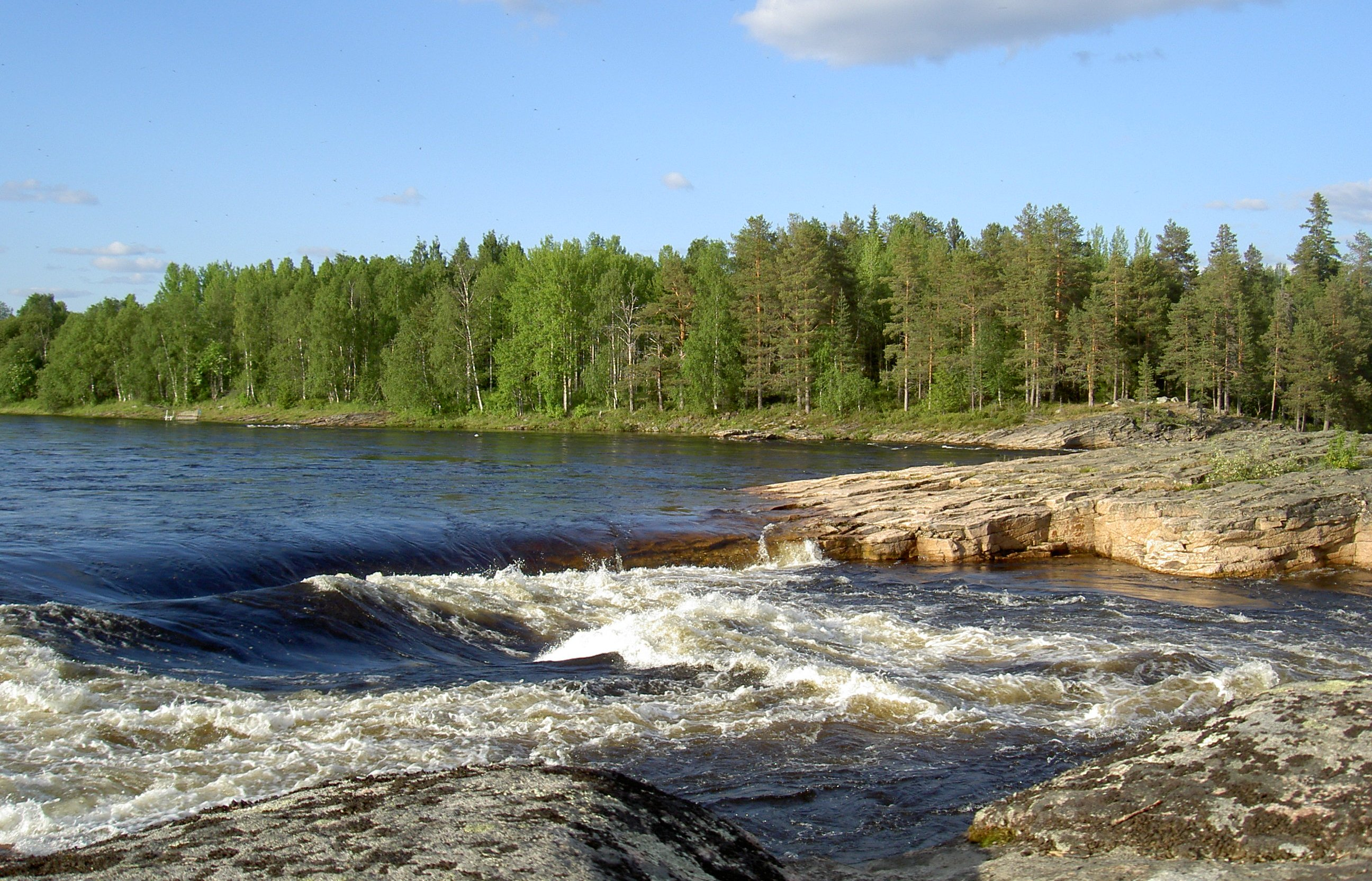
Forsnacken

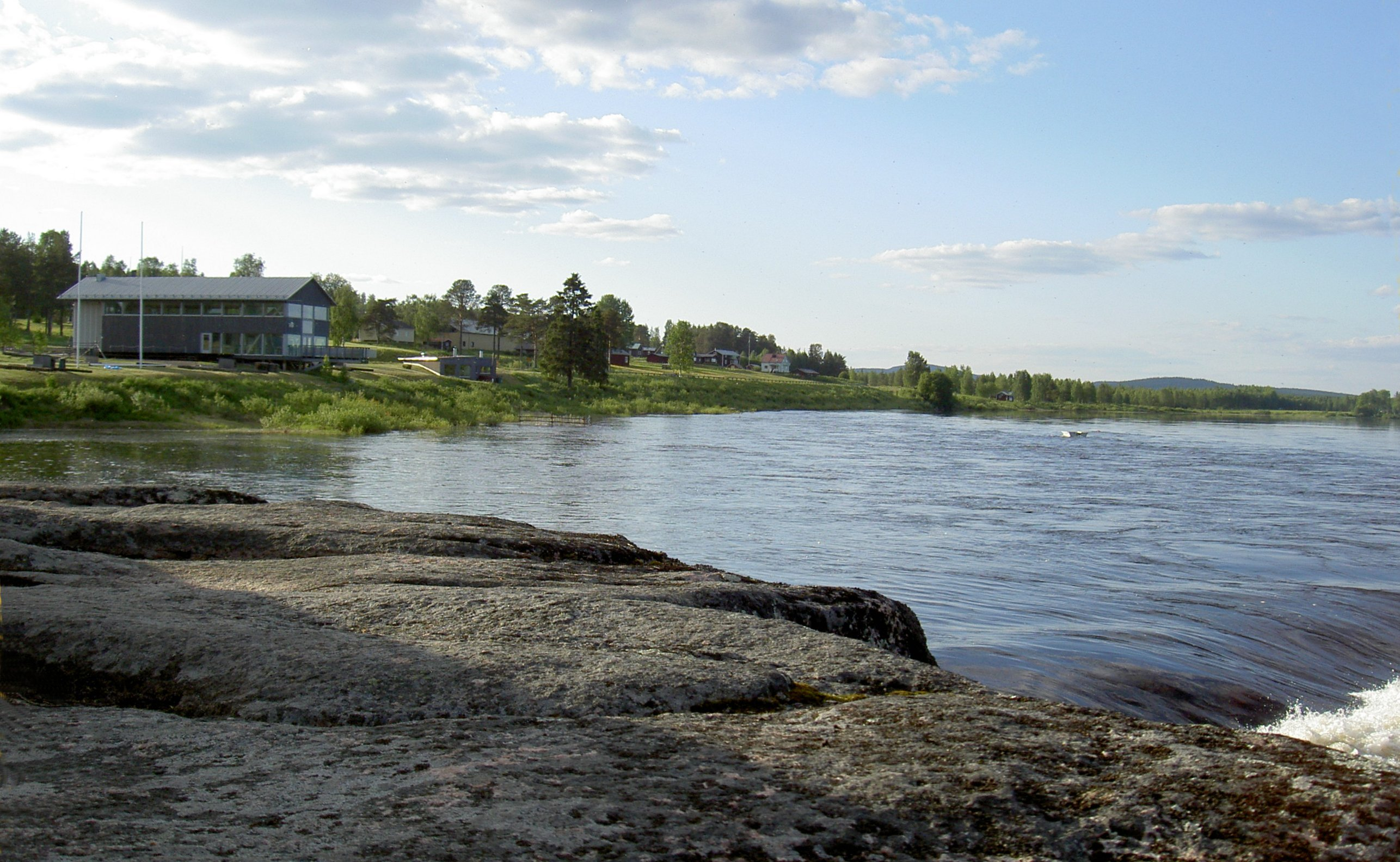
Restaurangbyggnaden till vänster.

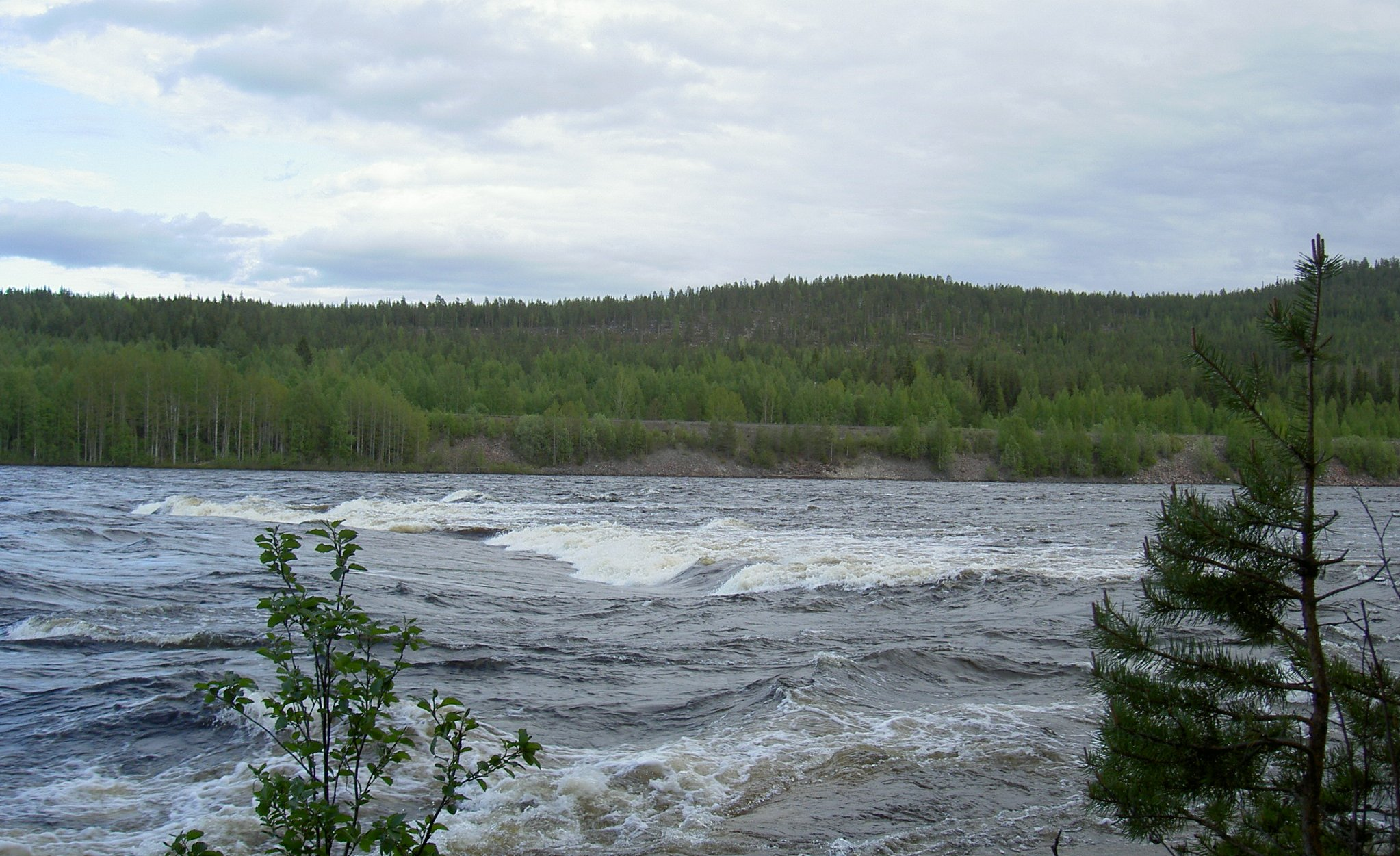
Finska fastlandet på andra sidan forsen.

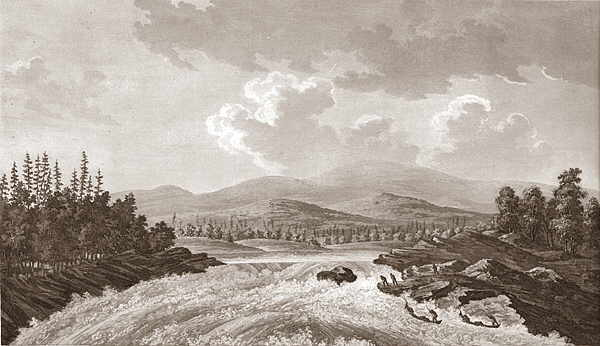
Anders Fredrik Skjöldebrands teckning av Kattilakoski från Giuseppe Acerbi's Voyage pittoresque au Cap Nord (1801–1802).

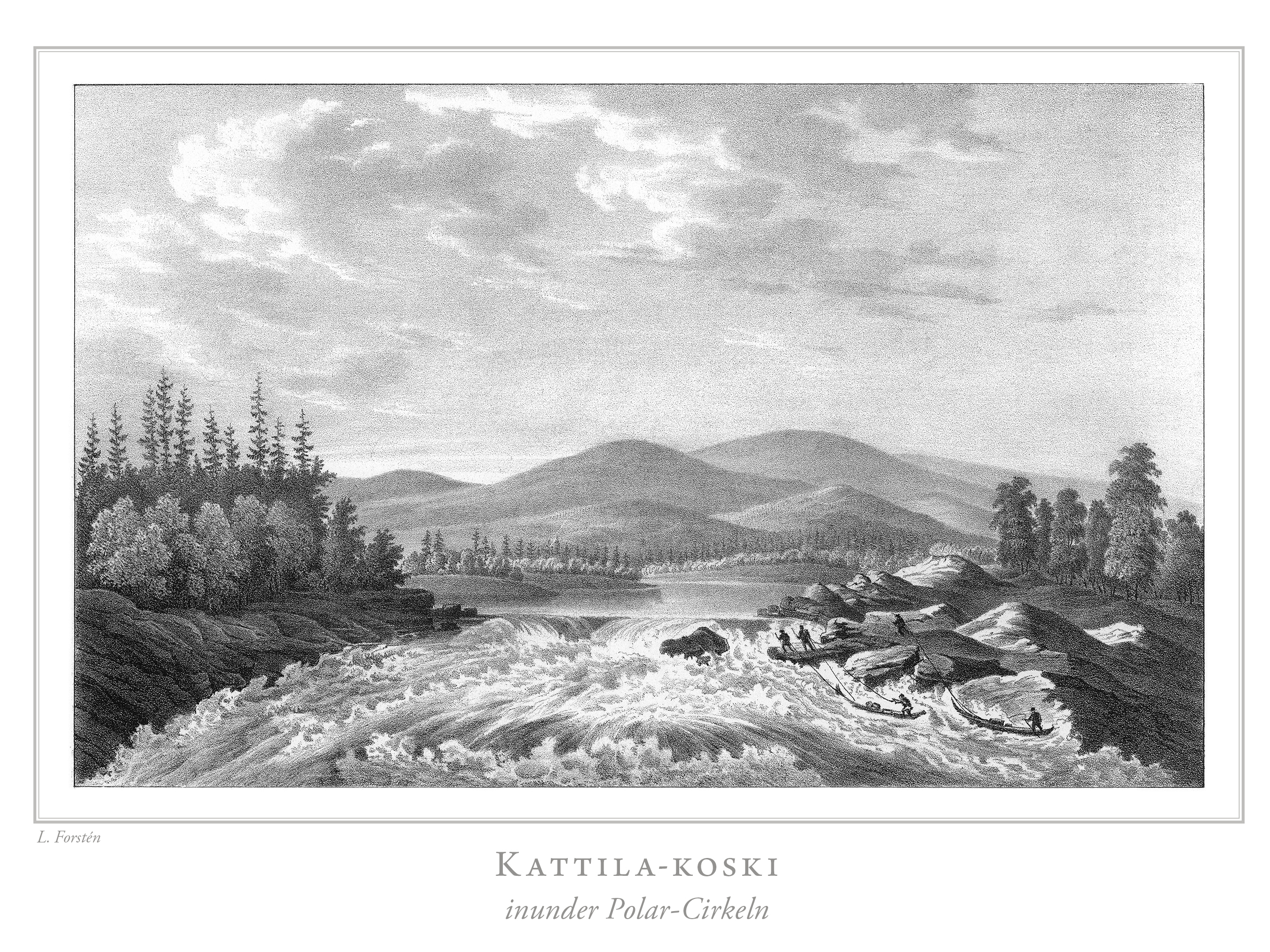
Litografi i Finland framstäldt i teckningar utgiven 1845–1852.

Kattilakoski (av finskans kattila ’kittel’ och koski ’fors’) är en fors i Torne älv i byn Niskanpää, som väster om älvens mittfåra ligger i Övertorneå kommun (Sverige) och på östra sidan i Pello kommun (Finland). Den ligger längs riksväg 99 i Sverige och Europaväg 8 i Finland.

## Restaurang och rastplats
Vid forsen finns sedan 2002 en prisbelönt restaurangbyggnad ritad av arkitekten Mats Winsa. Byggnaden har högt till tak och panoramafönster med utsikt över klipporna och forsen. Utsmyckningarna inomhus syftar på de gradmätningar som gjordes i Tornedalen som kunde visa jordens tillplattning vid polerna. (Pierre de Maupertuis expedition 1736–37 och Friedrich von Struves expedition på 1800-talet. Det senare är världsarv under namnet Struves meridianbåge.)
Från 2005 till 2007 drev Christian Moborg och Simon Laiti, som bägge har varit finalister i Årets kock och arbetat på välmeriterade krogar, restaurangen under namnet Kattilakoski Gastronomi. Restaurangen erhöll 2006 utmärkelsen Årets Krog av Sveriges Bästa Bord, och 2007 blev den klassad som Norrbottens bästa restaurang i White Guide.
Från 2008 drevs anläggningen ett tag av andra arrendatorer men är nu (2016) stängd. Restaurangen har sålts till företaget Norrhandel. När verksamheten eventuellt återupptas är oklart.
Anläggningen innefattar även en bastuanläggning med saavi (badtunna), en mindre konferensanläggning samt en fristående kåta där det finns möjligheter till olika aktiviteter.
Intill restaurangen finns en rastplats som Vägverket har uppfört. Motormännens Riksförbund har utsett platsen till Norrbottens läns bästa rastplats år 2010, 2011, 2013 och 2014. Timmerstockarna som utgör lyktstolpar vid rastplatsen påminner om tiden då älven utgjorde flottningsled. De är dessutom placerade så att de visar norra polcirkelns årsvisa förflyttning med utgångspunkt från restaurangbyggnaden där polcirkeln passerade vid sommarsolståndet 1787.
Innan nuvarande restaurangen och rastplatsen byggdes fanns en kiosk med souvenirbutik här.

## Norra polcirkeln
Intill riksväg 99 stod här i flera år en informationstavla som markerade norra polcirkeln, till följd av platsens skönhet och lämplighet som rastplats för bilister, men då norra polcirkelns verkliga läge sedan länge hade passerat platsen var det naturligare att förlägga polcirkelpassagen till Juoksengi, tre kilometer norr om Kattilakoski.